# Пероксид кадмия
Пероксид кадмия — бинарное неорганическое соединение
кадмия и кислорода с формулой CdO2,
кристаллы.

## Физические свойства
Пероксид кадмия образует кристаллы
кубической сингонии,
пространственная группа P a3,
параметры ячейки a = 0,5311 нм.